# Milltown (miejscowość w stanie Wisconsin)
Milltown – miasto w Stanach Zjednoczonych, w stanie Wisconsin, w hrabstwie Polk.